# Amaruwa
Gli Amaruwa (o anche Amorua) sono un piccolo gruppo etnico della Colombia, con una popolazione stimata di circa 150 persone. Questo gruppo etnico è per la maggior parte di fede animista e parla la lingua Cuiba (D:Amaruwa-CUI13).
Gli Amaruwa sono strettamente correlati ai Cuiba.